# 弥生町 (豊橋市)
弥生町（やよいちょう）は、愛知県豊橋市の地名。

## 地理
豊橋市中央南部に位置する。東は北山町、西は南栄町、南は曙町、北は北山町に接する。

### 河川
- 水無川[1]

### 通学区域
|                            | 小学校             | 中学校               | 高等学校 |
| -------------------------- | ------------------ | -------------------- | -------- |
| 字中原・字西豊和・字東豊和 | 豊橋市立福岡小学校 | 豊橋市立南部中学校   | 三河学区 |
| 字松原                     | 豊橋市立幸小学校   | 豊橋市立高師台中学校 | 三河学区 |

## 歴史

### 人口の変遷
国勢調査による人口および世帯数の推移。
| 1995年（平成7年）  | 2019世帯 5499人 |  |
| 2000年（平成12年） | 1975世帯 5469人 |  |
| 2005年（平成17年） | 2103世帯 5011人 |  |
| 2010年（平成22年） | 2158世帯 5038人 |  |
| 2015年（平成27年） | 2222世帯 5066人 |  |

## 交通
- 愛知県道小松原小池線[1]
- 愛知県道平井牟呂大岩線[1]

## 施設
- 高師原神社[1]

### WEB
1. ↑  “愛知県豊橋市の町丁・字一覧”.   人口統計ラボ. 2023年4月13日閲覧。
2. ↑  総務省統計局 (2017年1月27日). “平成27年国勢調査の調査結果(e-Stat) - 男女別人口及び世帯数 －町丁・字等” (CSV). 2021年7月21日閲覧。
3. ↑  “愛知県豊橋市の郵便番号一覧”.   日本郵便. 2023年4月13日閲覧。
4. ↑  “市外局番の一覧” (PDF).   総務省 (2022年3月1日). 2022年3月22日閲覧。
5. 1 2 3 4  豊橋市教育部学校教育課 (2025年4月1日). “校区早見表（R7.4.1現在）” (PDF).   豊橋市. 2025年7月14日閲覧。
6. ↑  総務省統計局 (2014年3月28日). “平成7年国勢調査の調査結果(e-Stat) - 男女別人口及び世帯数 －町丁・字等” (CSV). 2021年7月20日閲覧。
7. ↑  総務省統計局 (2014年5月30日). “平成12年国勢調査の調査結果(e-Stat) - 男女別人口及び世帯数 －町丁・字等” (CSV). 2021年7月20日閲覧。
8. ↑  総務省統計局 (2014年6月27日). “平成17年国勢調査の調査結果(e-Stat) - 男女別人口及び世帯数 －町丁・字等” (CSV). 2021年7月21日閲覧。
9. ↑  総務省統計局 (2012年1月20日). “平成22年国勢調査の調査結果(e-Stat) - 男女別人口及び世帯数 －町丁・字等” (CSV). 2021年7月21日閲覧。
10. ↑  総務省統計局 (2017年1月27日). “平成27年国勢調査の調査結果(e-Stat) - 男女別人口及び世帯数 －町丁・字等” (CSV). 2021年7月21日閲覧。

### 書籍
1. 1 2 3 4 5 6  「角川日本地名大辞典」編纂委員会 1989, p. 1798.